# کیچیک آلای (شهرستان نوکت)
کیچیک آلای (به قرقیزی: Кичи-Алай، كىچى الاي) یک روستا در قرقیزستان است که در شهرستان نوکت واقع شده‌است. کیچیک آلای ۲۷۶ نفر جمعیت دارد و ۱٬۹۸۵ متر بالاتر از سطح دریا واقع شده‌است.